# Jokijärvi (sjö i Norra Österbotten, lat 65,32, long 28,45)
Jokijärvi är en sjö i Finland. Den ligger i kommunen Taivalkoski i landskapet Norra Österbotten, i den centrala delen av landet, 600 km norr om huvudstaden Helsingfors. Jokijärvi ligger 210,5 meter över havet. Arean är 32,6 hektar och strandlinjen är 3,58 kilometer lång. Sjön  ingår i Ijo älvs huvudavrinningsområde. 